# Semaprochilodus insignis
Jaraqui
Espèce
Synonymes
- Prochilodus amazonensis Fowler, 1906[1]
- Prochilodus insignis Jardine, 1841[1]
- Prochilodus theraponura Fowler, 1906[2]
- Semaprochilodus amazonensis (Fowler, 1906)[2]
- Semiprochilodus theraponura (Fowler, 1906)[2]

Semaprochilodus insignis, communément appelé le Jaraqui, est une espèce sud-américaine de poissons d'eau douce de la famille des Prochilodontidae et de l'ordre des Characiformes.

## Description
Le mâle peut atteindre la taille de 20 cm de longueur totale. C'est un poisson d'eau douce et de climat tropical. Il a besoin d'une température allant de 22 à 26°C.

## Distribution géographique
On le trouve en Amérique du Sud dans le bassin central et occidental de l'Amazone.